# Opt-outsysteem
Een opt-outsysteem (van het Engels to opt out) betekent in de reclame en marketing dat personen door derden (mogen) worden ingebonden in een regeling zonder dat hen vooraf is gevraagd of ze dat willen, en uit de regeling worden verwijderd als de geadresseerde heeft aangegeven dat men het niet wil. Zulke systemen zijn niet in alle landen ter wereld toegestaan. Er tegenover staat het opt-insysteem.

## Spam
Het opt-outsysteem is een systeem dat wordt gebruikt voor het op grote schaal verzenden van reclame en marketing berichten, op papier of digitaal (per e-mail, sociale media of op websites). Het houdt in dat de brochures, folders of berichten zonder toestemming worden  toegestuurd, en dat wordt beeindigd wanneer de ontvanger naderhand heeft aangegeven het betreffende periodiek voortaan niet meer te willen ontvangen. Het ongevraagd toesturen van digitale berichten kreeg de naam "spam".
Het systeem istaat ter discussie, De tegenstanders van het opt-outsysteem hanteren de volgende argumenten:
- Veel internetgebruikers vinden het onwenselijk dat e-mail op grote schaal ongevraagd wordt toegestuurd. Dergelijke e-mail staat bekend als spam en is een bron van ergernis voor veel internetgebruikers.
- Het opt-outsysteem wordt in de praktijk veel gehanteerd door directmarketingbedrijven die onzorgvuldig omgaan met de afmeldingen. Sommige spammers zien de afmelding als een bevestiging dat het e-mailadres actief gebruikt wordt, waardoor het op de adresmarkt in waarde stijgt en nog meer spam naar dat adres gestuurd zal worden.
- In verband met het wereldwijde karakter van e-mail en de lage kosten voor de verzenders zou elke internetgebruiker die geen commerciële reclame wil ontvangen elk van zijn e-mailadressen bij bijna elk bedrijf in de wereld moeten afmelden. Dat is uiteraard volstrekt ondoenlijk.

De voorstanders van het opt-outsysteem, voornamelijk directmarketingbedrijven, beroepen zich onder meer op de vrijheid van meningsuiting.
Het opt-outsysteem wordt voornamelijk gebruikt voor het toesturen van commerciële reclame. Het opt-outsysteem wordt technisch geïmplementeerd door listserversoftware.
De tegenhanger van het opt-outsysteem is het opt-insysteem, waarbij de ontvanger vooraf toestemming moet geven voor het toesturen van de e-mail. In Nederland is wetgeving in de maak die die communicatie voor directmarketingdoeleinden via e-mail onderwerpt aan het opt-insysteem (zie het onderwerp spam).

## Internationale verdragen
Het begrip wordt ook gebruikt door partijen die (willen) onderhandelen over internationale verdragen. Dan wordt er mee bedoeld dat men een verdrag wil ondertekenen maar op een of meer onderdelen de mogelijkheid wenst in te bouwen, naderhand te kunnen besluiten aan dat onderdeel niet gebonden te zijn. Het is een manier om mee te kunnen doen bij belangrijke verdragen, ook als men niet achter het hele pakket staat. 

### Opt-out Europese Unie
In de Europese Unie hebben drie lidstaten op bepaalde beleidsterreinen een opt-out regeling afgesproken: Denemarken (twee opt-outs), Ierland (twee opt-outs) en Polen (één opt-out). Het Verenigd Koninkrijk had vier opt-outs voordat het de Unie verliet, bij het beëindigingsverdrag is geen opt-in regeling afgesproken.